# Astenitjeskij sindrom
Astenitjeskij sindrom (russisk: Астенический синдром) er en sovjetisk spillefilm fra 1990 af Kira Muratova.

## Medvirkende
- Olga Antonova som Natalja Ivanovna
- Sergej Popov som Nikolaj Aleksejevitj
- Galina Zakhurdajeva som Masja
- Natalja Buzko som Masja
- Aleksandra Svenskaja